# Парище
Пари́ще (укр. Парище) — село в Надворнянской городской общине Надворнянского района Ивано-Франковской области Украины.
Население по переписи 2001 года составляло 1748 человек. Почтовый индекс — 78426. Телефонный код — 3475.